# Deens-West-Indië
Deens-West-Indië (Deens: Dansk Vestindien) of de Deens-West-Indische Eilanden (Deens: Danskvestindiske Øer) was een vroegere kolonie van Denemarken in de Caraïben. Het gebied, de huidige Amerikaanse Maagdeneilanden, is nu een deel van de Verenigde Staten.

## Geschiedenis
De Deense West-Indische en Guineese Compagnie koloniseerde het eiland Saint Thomas in 1672 voor het eerst, en breidde de kolonisatie uit naar het naburige eiland Saint John in 1683. Dit zorgde voor een conflict met Groot-Brittannië tot 1718. De Denen kochten St. Croix van de Franse West-Indische Compagnie in 1733. In 1754 werden de eilanden verkocht aan de Deense koning, Christiaan VII, waardoor ze Deense kolonies werden.
In de eerste dertig jaar van de kolonie St. Thomas bestond een groot gedeelte van de blanke bevolking uit sprekers van het Nederlands, afkomstig uit Zeeland, West-Vlaanderen of het Caribisch gebied. Ondanks de officiële Deense overheid, was de taal die de overheid gebruikte tot in de tweede helft van de achttiende eeuw het Nederlands. De aan het Nederlands gerelateerde taal, het Negerhollands, ontstond waarschijnlijk aan het begin van de achttiende eeuw. Van deze taal zijn verscheidene achttiende-eeuwse teksten overgeleverd. In 1833 verscheen het laatste gedrukte werk in deze taal, een vertaling van Samuel Lieberkühn's Die Geschichte unsers Herrn und Heilandes Jesu Christi aus den vier Evangelisten zusammen gezogen (1768), waarvan tweeduizend exemplaren zijn uitgedeeld aan de bevolking met een Afrikaanse herkomst. De laatste spreekster van de taal, Alice Stevens, is overleden in 1987.
Tijdens de napoleontische oorlogen werden de eilanden twee keer bezet door de Britten: voor het eerst van maart 1801 tot 27 maart 1802, en daarna opnieuw van december 1807 tot 20 november 1815.
Op 12 december 1916 werden de eilanden verkocht aan de Verenigde Staten, die geïnteresseerd waren in de strategische positie van de eilanden bij de doorvaart naar het Panamakanaal en die bovendien wilden voorkomen dat de eilanden in handen van Duitsland zouden vallen om ze te gebruiken als duikbootbasis gedurende de Eerste Wereldoorlog. Het Deense bestuur over de eilanden eindigde officieel op 31 maart 1917.